# Putkovec
Putkovec falu Horvátországban Krapina-Zagorje megyében. Közigazgatásilag Đurmanechez tartozik.

## Fekvése
Krapinától 7 km-re északnyugatra, községközpontjától 3 km-re délnyugatra a Zagorje lejtőin fekszik.

## Története
1857-ben 180, 1910-ben 274 lakosa volt. Trianonig Varasd vármegye Krapinai járásához tartozott. 2001-ben a falunak 231 lakosa volt.

## Külső hivatkozások
Đurmanec község hivatalos oldala